# 阿田和町
阿田和町（あたわちょう）は三重県南牟婁郡にあった町。現在の御浜町の南端にあたる。本項では町制前の名称である阿田和村（あたわむら）についても述べる。

## 地理
- 海洋：熊野灘
- 山岳：丸山
- 河川：尾呂志川

## 歴史
- 1889年（明治22年）4月1日 - 町村制の施行により、阿田和村・柿原村・引作村の区域をもって阿田和村が発足[1]。旧3村は大字となる[1]。村制施行時の人口は、528戸2,770人[1]。
- 1933年（昭和8年）10月1日 - 阿田和村が町制施行して阿田和町となる[1]。町制施行時の人口は、724世帯3,258人[1]。
- 1958年（昭和33年）9月1日 - 神志山村・市木尾呂志村と合併して御浜町が発足[1]。同日阿田和町廃止[1]。3つの大字は御浜町に継承[1]。

## 地域

### 教育
- 阿田和町立阿田和小学校
- 阿田和町立阿田和中学校

### 産業
町制施行（1933年＝昭和8年）時の職業別戸数は、農業302戸、商業152戸、工業47戸、公務員・自由業47戸、水産業29戸、交通業5、無職48戸、その他94戸であった。
1875年（明治8年）頃より捕鯨を開始し、1883年（明治16年）には捕鯨会社が設立されたものの、大正時代末期に不漁となったため廃業した。

## 交通

### 鉄道路線

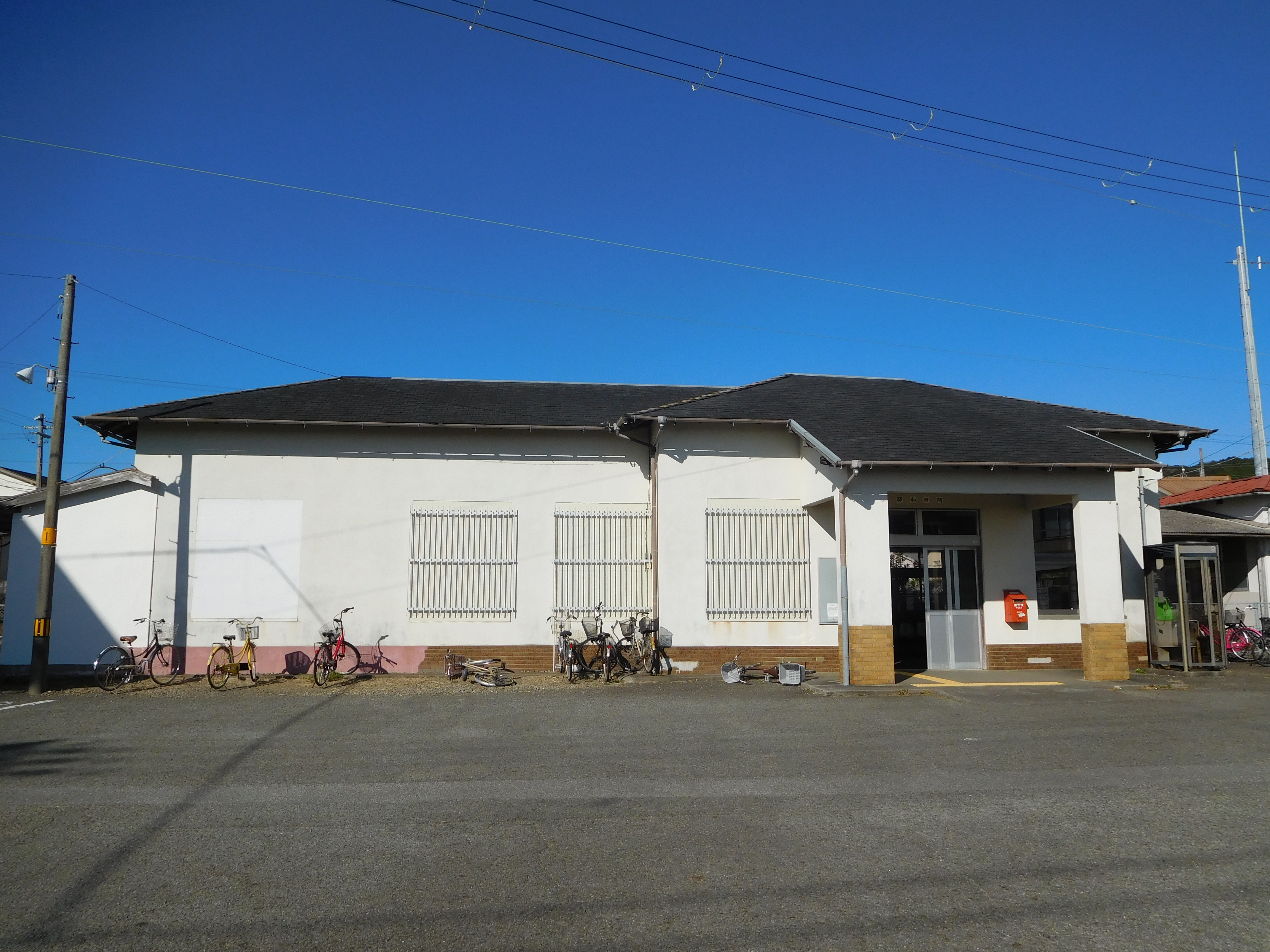
阿田和駅

- 日本国有鉄道
  - 紀勢西線[1]（現・紀勢本線）
    - 阿田和駅

### 道路
- 国道170号（熊野街道、現・国道42号）

## 名所・旧跡・観光スポット・祭事・催事
- 七里御浜
- 引作の大クス